# 马蒂亚斯·弗拉赫
马蒂亚斯·弗拉赫（德語：Matthias Flach，1982年9月30日—），德国男子赛艇运动员。他曾代表德国参加世界赛艇锦标赛，获得一枚金牌和三枚铜牌。他也曾参加2008年夏季奥运会。